# هوارد روبنسون
هوارد روبنسون (بالإنجليزية: Howard Robinson) هو فيلسوف مجري، ولد في 2 أكتوبر 1945.